# Лесницкая, Вера Леонидовна
Вера Леонидовна Лесницкая (11 [23] апреля 1898, Санкт-Петербург — 1978, Севастополь) — советский украинский учёный-медик, нейрохирург; доктор медицинских наук, профессор.
Автор ряда научных трудов; основатель нейрохирургической службы Крыма.

## Биография
Родилась 11 апреля (23 апреля по новому стилю) 1898 года в Петербурге в семье священника Леонида Афанасьевича Лесницкого.
В 1916 году, после окончания женской гимназии, поступила в Санкт-Петербургский женский медицинский институт. После Октябрьской революции, в 1918 году, во время гонения на церковь, был казнен её отец — утоплен на барже вместе с другими служителями церкви в Финском заливе. Оставшись без средств к существованию, Вера поступила на работу фельдшером в тифозные бараки под Петербургом. Одновременно продолжала учиться и окончила институт, где познакомилась с В. М. Бехтеревым, который предложил ей работу в основанном им институте. В 1923 году её приняли на работу невропатологом в Государственный институт медицинских знаний.
С 1932 года, после рождения детей, Вера Леонидовна продолжала свою работу работу медика в железнодорожной больнице в качестве ординатора нервного отделения. В 1935 году поступила на работу в Ленинградский нейрохирургический институт (ныне Российский научно-исследовательский нейрохирургический институт имени профессора А. Л. Поленова), где началась её научная деятельность с должности научного сотрудника. В 1939 году стала старшим научным сотрудником.
С началом Великой Отечественной войны работала заведующим нейрохирургическим отделением и ведущим нейрохирургом эвакогоспиталя в Ленинграде, а с 1942 года — в Череповце, куда была вывезена из блокадного Ленинграда с тяжелыми явлениями дистрофии.
В 1945 году Вера Лесницкая вернулась в Ленинград и создала в психоневрологическом институте им. В. М. Бехтерева нейрохирургическое отделение, которое возглавляла до 1951 года. Во время войны, в 1944 году защитила кандидатскую диссертацию на тему «Каузальгия и её хирургическое лечение», а 1948 году — докторскую на тему «Источники иннервации твердой мозговой оболочки и их участие в патогенезе головных болей».
В 1951 году В. Л. Лесницкая переехала в Симферополь на работу в Крымский медицинский институт (ныне Медицинская академия имени С. И. Георгиевского). В последующем вся её научная и педагогическая деятельность была связана с Крымом. В 1951 году она создала и возглавила курс нейрохирургии при кафедре нервных болезней и в этом же году на базе Крымской областной больницы им. Н. А. Семашко открыла первое в Крыму нейрохирургическое отделение.
В 1972 году Вера Леонидовна Лесницкая ушла на заслуженный отдых. Последние годы жизни провела в Севастополе, где и умерла в июне 1978 года.
Была награждена орденами Красный Звезды и Трудового Красного Знамени, а также медалями.

### Семья
В 1925 году Вера Леонидовна вышла замуж за участника революционных событий 1917 года — Иоганна Готлибовича Ганзинга (1900—1942). Он участвовал в Гражданской войне, был членом ВКП(б) и делегатом VIII съезда партии. Работал в органах ОГПУ Петрограда и в 1934 году окончил Ленинградский технологический институт. В семье у них родились две дочери — Ксения и Елизавета.